# Regulación energética edilicia en Argentina
En la Argentina la regulación energética en edificios se da mediante las Normas IRAM 11604 y 11659-2. Estas Normas son en todo el país de cumplimiento voluntario salvo en la Provincia de Buenos Aires donde por Ley 13059/03 son de cumplimiento obligatorio.

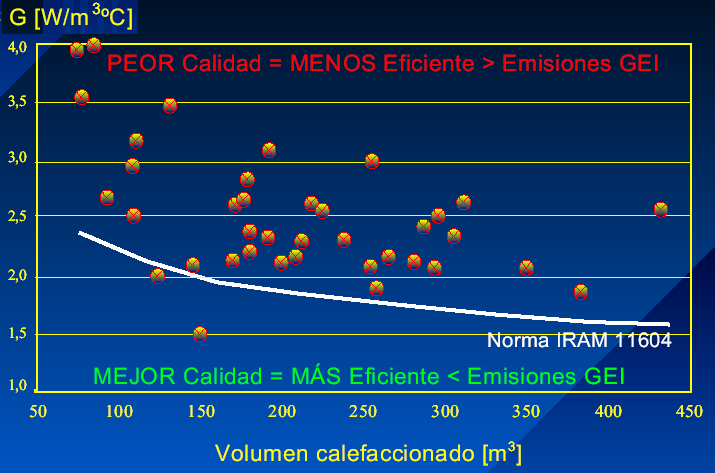
Calidad energética de viviendas unifamiliares en Buenos Aires, Argentina, respecto al admisible de la Norma IRAM 11604.

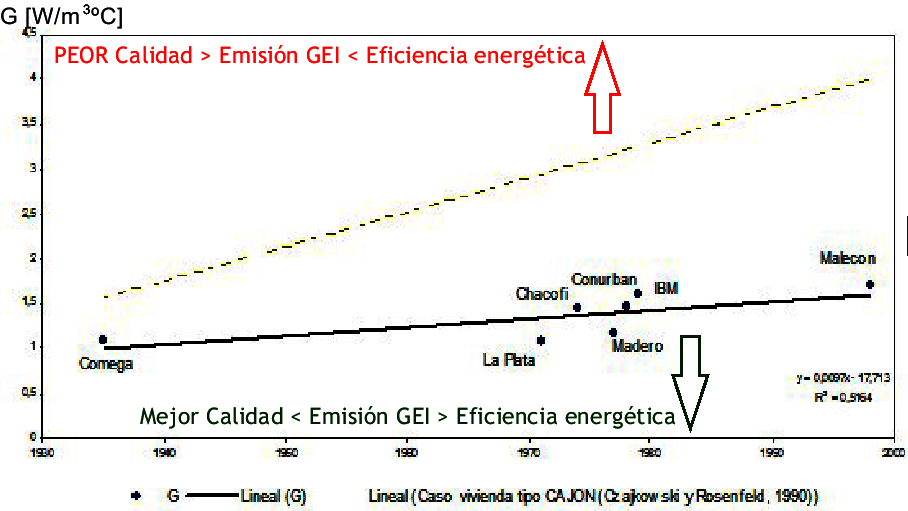
Calidad energética de los edificios tipo torre en Buenos Aires, Argentina.

Las citadas normas establecen el valor admisible de pérdidas de calor de un edificio en función de utilizar varios indicadores. 
Por ejemplo: Gcal, Gref, Sref y Qref.
El órgano encargado de su elaboración y actualización es la Subcomisión de Acondicionamiento Térmico de Edificios del Instituto Argentino de Normalización. El IRAM recepta propuestas del medio empresarial, académico o gubernamental y debate cada documento en diversas fases: Antecedente, Esquema, Proyecto y Norma. En todos los casos la participación es abierta y deben en lo posible lograrse por consenso.
Al ser de cumplimiento voluntario varios estudios muestran que la baja calidad energética de los edificios en la Argentina que llevan a un constante y desmedido aumento en la demanda de energía para la climatización de edificios.

## Norma IRAM 11604
Esta norma conocida por establecer el coeficiente volumétrico global de pérdidas térmicas en calefacción Gcal en W/m³°C, establece un valor admisible de calidad térmica edilicia en relación con los grados día de calefacción del sitio donde se implantará el edificio.

## Norma IRAM 11659-2

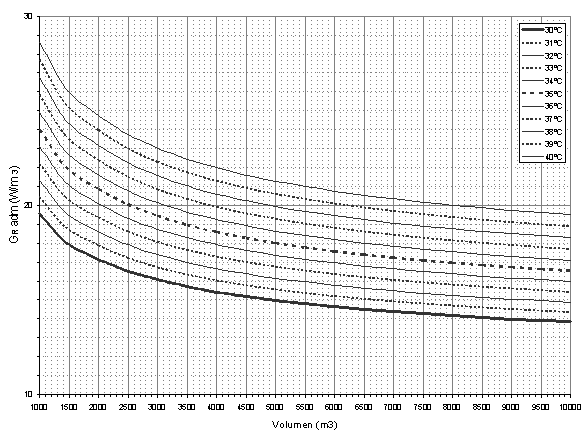
Valores admisibles de Gr (W/m) para edificios tipo bloque.

Esta norma aprobada en el año 2007 establece valores admisibles de calidad térmica para edificios que requieran aire acondicionado. Propone tres indicadores: Qref en W para establecer una carga térmica admisible en refrigeración; Sref en W/m² para establecer una carga térmica admisible por unidad de superficie a climatizar y Gref en W/m³ semejante a los anteriores pero en relación con el volumen a refrigerar.
En todos los casos existen tablas y gráficos donde se obtiene el valor admisible en relación con la temperatura de diseño máxima. Esta temperatura de diseño se encuentra homologada para todas las estaciones meteorológicas del país.

## Etiquetado energético de edificios
Desde 2009 en que se aprobó la Norma IRAM 11900 el país cuenta con un protocolo e indicadores de etiquetado de edificios a fin de regular la eficiencia energética en calefacción.
Este etiquetado lo implementarán las empresas distribuidoras de gas natural por red a partir del 2010 para todo edificio que solicite el servicio. El sistema informatizado realizado a instancias de la Secretaría de Energía de la Nación y el Ente Nacional regulador del Gas se centralizará en el INDEC.
Los profesionales de la construcción (arquitectos, ingenieros civiles y técnicos) tendrán la responsabilidad legal por la confección del expediente. La empresa de gas ingresará la información al sistema y entregará la etiqueta (similar a la usada en refrigeradores) para ser ubicada en el medidor de gas.
El indicador se denomina (tau) y resulta de la diferencia de temperatura ponderada entre una temperatura interior de confort de 20 °C y las temperaturas superficiales interiores de muros, techos, ventanas, puertas, tabiques y pisos en contacto con el aire exterior.
Se definieron 7 niveles de eficiencia energética de A = 1 °C a G = 4 °C.
Esto se encuadra en el Decreto Presidencial N° 140 de diciembre de 2007 elaborado por Secretaría de Energía de la Nación y promulgado por la Presidente Cristina Fernández de Kirchner con el fin de tender a regular y contener el crecimiento de la demanda de energía en el país.

## Certificación edilicia
Existen dos organismos con capacidad de certificar la calidad energética, la eficiencia energética edilicia o el grado de sustentabilidad y son el IRAM y el INTI.
Para esto los comitentes deben celebrar un convenio con dichos organismos y solicitar que Normas desea certificar.
En el caso de la Provincia de Buenos Aires el poder de policía y responsable de la certificación recae en los municipios según la Ley 13059/03. Hay que recordar que en la Provincia de Buenos Aires habita más del 50% de la población del país pero consume más del 70% de la energía primaria en funcionamiento de los edificios.